# Base navale de Vidiaïevo
La base navale de Vidiaïevo, est une base sous-marine de la Flotte du Nord de la Marine russe. Située à proximité de la ville fermée de Vidiaïevo, dans l'oblast de Mourmansk à environ 48 km au nord-ouest de Mourmansk elle offre un débouché sur la mer de Barents et l'océan Arctique. La ville et la base portent le nom du sous-marinier soviétique Fedor Alexeïevitch Vidiaïev (en) qui se distingue au cours de la Grande guerre patriotique.
La base donne sur la baie d'Ara (Ara Gouba, à l'ouest) et la baie d'Oura (Oura Gouba, à l'est).

## Les sous-marins basés à Vidiaïevo
La 11e escadre de sous-marins et la 7e division de sous-marins sont basées à la base sous-marine de Vidiaïevo.
- K-276 Kostroma, un sous-marin nucléaire de classe Sierra ou projet 945 « Barracuda », en service dans la flotte depuis 1987. En réparations[1]
- K-336 Pskov (en), un sous-marin nucléaire du projet 945A « Condor », en service dans la flotte depuis 1993[1] ;
- K-534 Nijni-Novgorod, un sous-marin nucléaire du projet 945A « Condor », en service dans la flotte depuis 1990. En réparations[1] ;
- B-414 Daniil Moskovski, un sous-marin nucléaire de classe Victor ou projet 671RTM « Pike », en service dans la flotte depuis 1990[1] ;
- K-448 Tambov (ru), un sous-marin nucléaire du projet 671RTMK, en service dans la flotte depuis 1992[1].